# Wild- en rijngraafschap Salm-Dhaun
Het wild- en rijngraafschap Salm-Dhaun  was een wild- en rijngraafschap in het Heilige roomse Rijk. Het graafschap werd bestuurd door graven uit een zijlinie van het geslacht Salm. De basis lag bij het slot Dhaun, nu in Hochstetten-Dhaun in Rijnland-Palts.  

## Voorgeschiedenis
Het grondgebied van het geslacht Salm werd in 1165 verdeeld in twee graafschappen: Neder-Salm (in de Ardennen) en Opper-Salm (in de Vogezen in het huidige Frankrijk). In 1499 splitste Oppersalm in twee wild- en rijngraafschappen: Salm-Dhaun en Salm-Kyrburg. 

## Geschiedenis
Het wild- en rijngraafschap Salm-Dhaun ontstond in 1520 door splitsing van het wild- en rijngraafschap.  Filips werd graaf van Salm en wildgraaf van Dhaun en zijn jongere broer Johan wildgraaf van Kyrburg. Na Filips kwam diens oudste zoon Filips Frans aan de macht. Na de regering van Johan Filips I, een afstammeling van Adolf Hendrik, splitste Salm-Dhaun in twee wild- en rijngraafschappen: zichzelf en het Wild- en rijngraafschap Salm-Puttlingen. Na de dood van de laatste graaf * Frederik Willem in 1750 uit het huis  Salm-Dhaun uit en werd het gebied in 1750 aan het wild- en rijngraafschap  Salm-Puttlingen toegevoegd.

## Wild- en rijngraven
- Filips (1499-1521)
- Filips Frans (1521-1561)
- Johan Filips I (1561-1569)
- Frederik (1569-1574)
- Adolf Hendrik (1574-1606)
- Wolfgang Frederik (1606-1638)
- Johan Lodewijk (1638-1673)
- Johan Filips II (1673-1693)
- Karel (1693-1733)
- Johan Filips III (1733-1742)
- Christiaan Otto (1742-1748)
- Johan Frederik (1748-1750)
- Karel Leopold Lodewijk (1750)
- Frederik Willem (1750)